# Serhij Schewzow
Serhij Serhijowytsch Schewzow (ukrainisch Сергій Сергійович Шевцов; * 29. Juni 1998 in Saporischschja) ist ein ukrainischer Schwimmer.

## Karriere
Schewzow nahm erstmals im Herbst 2014 an internationalen Wettkämpfen teil. 2016 errang er seine erste Medaille – bei der Jugendeuropameisterschaft in Hódmezővásárhely gewann er über 100 m Freistil Silber. Im Juli des Folgejahres nahm er an den Schwimmweltmeisterschaften in Budapest teil. Über 50 m Freistil erreichte er hier das Halbfinale, über 100 m Freistil konnte er sich den achten Rang sichern. Einen Monat später war er Teilnehmer der Ukraine bei der Sommer-Universiade. In Taipeh erreichte er über 100 m Freistil das Finale. Bei der EM 2018 erzielte er selbiges Resultat.
Nach Teilnahmen an der WM 2019 und EM 2021 war er auch bei den Olympischen Spielen 2021 mit von der Partie. In Tokio konnte sich der Ukrainer hier über 100 m Freistil den 35. Rang sichern.